# Flugplatz Bohicon

i8
i11
i13
Der Flugplatz Bohicon (französisch Aérodrome de Cana, englisch Cana Airport, ICAO-Code: DBBC) ist ein Flugplatz im westafrikanischen Land Benin. Er liegt im Département Zou ca. 3 Kilometer südsüdwestlich von Bohicon sowie rund 5 Kilometer westlich von Cana, wo auch Anschluss an die Fernstraße RNIE2 besteht.